# Upstream Color
Pour plus de détails, voir Fiche technique et Distribution.
Upstream Color est un film dramatique de science-fiction américain réalisé par Shane Carruth, sorti en 2013.

## Synopsis
Dans le terreau de certaines plantes se trouve une larve aux étranges vertus. Introduite dans l'organisme humain, elle permet de manipuler l'hôte inconscient de ce qui lui arrive. Victime de cette expérience, Kris se retrouve dépossédée de ses biens, et finalement de sa vie. Elle rencontre Jeff qui semble avoir vécu la même intoxication. Ensemble, il essaient de se réapproprier leurs souvenirs et de comprendre ce qui leur est arrivé.

## Fiche technique
- Titre original : Upstream Color
- Réalisation : Shane Carruth
- Scénario : Shane Carruth
- Décors :
- Costumes :
- Photographie : Shane Carruth
- Montage : Shane Carruth et David Lowery
- Musique : Shane Carruth
- Producteur : Shane Carruth, Casey Gooden et Ben LeClair
  - Coproducteur : Meredith Burke et Toby Halbrooks
  - Producteur délégué : Scott Douglas et Brent Goodman
- Production : erpb
- Distribution : Ed Distribution
- Pays d’origine :  États-Unis
- Format : couleur
- Genre : Film dramatique de science-fiction
- Durée : 96 minutes
- Dates de sortie :
  -  États-Unis : 21 janvier 2013
  -  Canada : 12 avril 2013
  -  France : 
    - 30 août 2013 (festival de Deauville)
    - 23 août 2017 (en salles)

## Distribution
- Amy Seimetz : Kris
- Shane Carruth : Jeff
- Andrew Sensenig : le Sampler
- Thiago Martins : le Voleur
- Kerry McCormick : la gynécologue
- Marco Antonio Rodríguez : le technicien du scanner
- Mollie Milligan (non créditée) : Maggie
- Jeff Fenter (non crédité) : Rich
- Charles Reynolds (non crédité)

## Accueil

### Accueil critique
L'accueil critique est positif : le site Allociné recense une moyenne des critiques presse de 3,5/5, et des critiques spectateurs à 2,9/5. 